# Senegal-Gundi

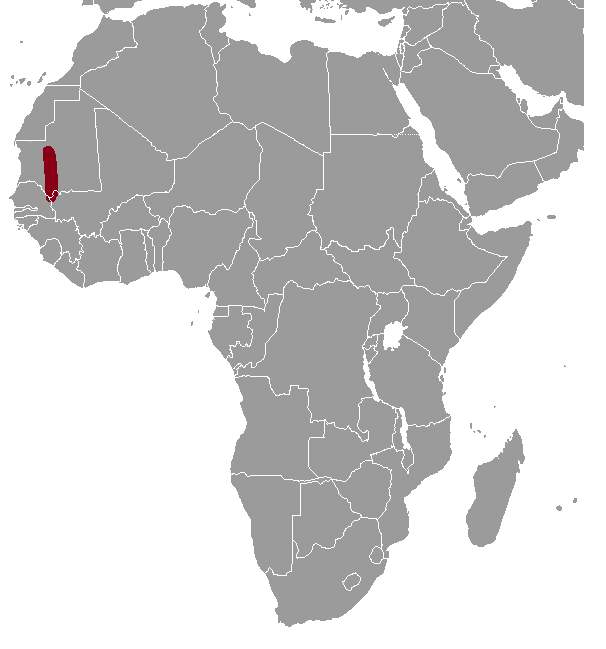
Verbreitungsgebiet des Senegal-Gundis (rot).

Der Senegal-Gundi (Felovia vae), auch Felou-Kammfinger genannt, ist eine wenig erforschte nordwestafrikanische Nagetierart, die im Nordosten des Senegal, im mittleren Mauretanien und im Westen von Mali vorkommt. Der Gefährdungsgrad der Art ist nicht bekannt, die IUCN listet sie unter „unzureichende Datenlage“ (Data deficient).

## Merkmale
Die Tiere erreichen eine Kopf-Rumpf-Länge von 16,9 bis 19 cm, besitzen einen 6,7 bis 8 cm langen Schwanz und wiegen bis zu 188 g. Wie alle Gundis hat der Senegal-Gundi einen kompakten Körper mit dichtem Fell, kurze Ohren, kurze Beine, vierzehige Füße und einen Borstenkamm an den beiden inneren Zehen der Hinterfüße. Von anderen Gundiarten kann er anhand der stark gerillten oberen Schneidezähne und der nur wenig erweiterten Paukenblase unterschieden werden. Im Vergleich mit dem Speke-Kammfinger (Pectinator spekei) hat er einen kürzeren, flacheren Kopf. Der buschige Schwanz ist länger als der der anderen Gundiarten mit Ausnahme des Schwanzes des Speke-Kammfingers.

## Lebensweise
Der Senegal-Gundi kommt in der westlichen Sahara in Halbwüsten mit relativ starkem Niederschlag (mehr als 600 mm pro Jahr) vor und lebt dort in Wadis und Hügeln aus Sandstein. Im Verbreitungsgebiet sind die Bedingungen weniger lebensfeindlich als im Verbreitungsgebiet des Val-Gundis (Ctenodactylus vali) und des Langhaar-Gundis (Massoutiera mzabi). Senegal-Gundis leben in kleinen Familienverbänden und teilen sich Territorien von etwa 3000 m² Größe mit anderen Gruppen. In ihren Territorien verfügen sie über zahlreiche Verstecke und können aufgrund ihres flachen, hoch flexiblen Körpers auch Felsspalten mit einer Eingangsbreite von nur 2,5 cm nutzen. Die Populationsdichte ist mit bis zu 25 Individuen pro Hektar in Mali relativ hoch, in Mauretanien aber geringer. Senegal-Gundis sind stimmfreudig und geben über einen Zeitraum von bis zu einer halben Stunde Alarmrufe von sich wenn ein Beutegreifer erspäht wird.
Die Tiere sind Pflanzenfresser und ernähren sich unter anderem von Blättern des Hülsenfrüchtlers Tephrosia marsieensis, trockenem Gras und Samen. Der Senegal-Gundi ist die einzige Gundiart, die beim Trinken von Wasser beobachtet wurde. Sie können höhere Temperaturen tolerieren als andere Gundiarten und wurden sonnenbadend auf Felsen mit einer Oberflächentemperatur von 38 °C beobachtet. Vermutlich hängt das damit zusammen, dass sie Pflanzen mit einem höheren Wassergehalt fressen. Die Fortpflanzung ist kaum bekannt. Geburten finden vermutlich von Mitte Dezember bis Januar statt. Bis jetzt wurde nur ein einziges Jungtier pro Wurf festgestellt.